# Férfi kenu egyes 1000 méter a 2004. évi nyári olimpiai játékokon
Itt található a 2004. évi nyári olimpiai játékok kajak-kenu versenyein, a férfi kenu egyesek 1000 méteres számának eredményei.
Tizenkilenc nemzet, összesen ugyanennyi versenyzője vett részt a viadalon.
Az előfutamokat augusztus 23-án, a középfutamokat augusztus 25-én, a döntőt pedig augusztus 27-én rendezték az athéni Szkíniasz evezős és kajak-kenu központban.

## Versenyidőpontok
Minden időpont helyi, athéni (UTC+3) idő szerint van megadva.
A futam után zárójelben lévő szám jelzi, hogy a teljes olimpiai kajak-kenu versenysorozatban az adott futam hanyadik volt.
| Dátum                       | Kezdési időpont | Futam                          |
| --------------------------- | --------------- | ------------------------------ |
| 2004. augusztus 23., hétfő  | 09:00           | Első előfutam (4. futam)       |
| 2004. augusztus 23., hétfő  | 09:10           | Második előfutam (5. futam)    |
| 2004. augusztus 23., hétfő  | 09:20           | Harmadik előfutam (6. futam)   |
| 2004. augusztus 25., szerda | 08:50           | Első középfutam (34. futam)    |
| 2004. augusztus 25., szerda | 09:00           | Második középfutam (35. futam) |
| 2004. augusztus 27., péntek | 08:45           | Döntő (52. futam)              |

## Érmesek
A német Andreas Dittmernek nem sikerült a címvédés, mivel a spanyol David Cal legyőzte. Ezzel új nemzet iratkozott fel az olimpiai bajnokok listájára ebben a versenyszámban. Magyarországnak nyolc év után sikerült ismét érmet szereznie.
A magyar versenyző eltérő háttérszínnel kiemelve.
| Arany                           | Ezüst                               | Bronz                             |
| ------------------------------- | ----------------------------------- | --------------------------------- |
| David Cal · Spanyolország (ESP) | Andreas Dittmer · Németország (GER) | Vajda Attila · Magyarország (HUN) |

## Eredmények
A táblázatok utolsó sorában az alábbi négy rövidítés található:
- QF: a versenyző bejutott a döntőbe
- QS: a versenyző bejutott valamelyik középfutamba
- X: a versenyző nem jutott tovább
- DSQ: a sportolót kizárták a versenyből

### Előfutamok
Az előfutamok első helyezettjei automatikusan a döntőbe jutottak. A másodiktól a hetedik helyig célba érők valamelyik középfutamba kerültek.
| Első előfutam     |                              |          |    |
| 1.                | Andreas Dittmer (GER)        | 3:52,922 | QF |
| 2.                | Sztanimir Atanaszov (BUL)    | 3:55,590 | QS |
| 3.                | Marián Ostrčil (SVK)         | 3:56,962 | QS |
| 4.                | Dagnis Vinogradovs (LAT)     | 3:57,070 | QS |
| 5.                | Johnnathan Tafra (CHI)       | 4:04,402 | QS |
| 6.                | Jing Ying (Csing Jing) (CHN) | 4:05,874 | QS |
| 7.                | Emanuel Horvatiček (CRO)     | 4:27,662 | QS |
| Második előfutam  |                              |          |    |
| 1.                | David Cal (ESP)              | 3:50,091 | QF |
| 2.                | Stephen Giles (CAN)          | 3:52,451 | QS |
| 3.                | Andréasz Kilingarídisz (GRE) | 3:52,723 | QS |
| 4.                | Mitică Pricop (ROU)          | 4:00,559 | QS |
| 5.                | Aljakszandr Zsukovszki (BLR) | 4:02,159 | QS |
| 6.                | Darwin Correa (URU)          | 4:27,115 | QS |
| Harmadik előfutam |                              |          |    |
| 1.                | Konsztantyin Fomicsev (RUS)  | 3:48,690 | QF |
| 2.                | Martin Doktor (CZE)          | 3:49,029 | QS |
| 3.                | Karel Aguilar (CUB)          | 3:54,250 | QS |
| 4.                | Vajda Attila (HUN)           | 3:57,290 | QS |
| 5.                | Kajszar Nurmaganbetov (KAZ)  | 4:00,486 | QS |
| 6.                | Jurij Cseban (UKR)           | 4:00,637 | QS |

### Középfutamok
A középfutamok első három helyezettjei bejutottak a döntőbe, a többiek pedig kiestek.
| Első középfutam    |                              |          |     |
| 1.                 | Martin Doktor (CZE)          | 3:51,812 | QF  |
| 2.                 | Vajda Attila (HUN)           | 3:52,236 | QF  |
| 3.                 | Marián Ostrčil (SVK)         | 3:53,820 | QF  |
| 4.                 | Andréasz Kilingarídisz (GRE) | 3:55,608 | X   |
| 5.                 | Mitică Pricop (ROU)          | 3:59,640 | X   |
| 6.                 | Jing Ying (CHN)              | 4:00,684 | X   |
| 7.                 | Darwin Correa (URU)          | 4:22,096 | X   |
| 8.                 | Johnnathan Tafra (CHI)       | 4:22,644 | X   |
| Második középfutam |                              |          |     |
| 1.                 | Stephen Giles (CAN)          | 3:51,720 | QF  |
| 2.                 | Karel Aguilar (CUB)          | 3:52,260 | QF  |
| 3.                 | Dagnis Vinogradovs (LAT)     | 3:53,656 | QF  |
| 4.                 | Aljakszandr Zsukovszki (BLR) | 3:55,456 | X   |
| 5.                 | Kajszar Nurmaganbetov (KAZ)  | 3:57,804 | X   |
| 6.                 | Sztanimir Atanaszov (BUL)    | 4:05,664 | X   |
| 7.                 | Emanuel Horvatiček (CRO)     | 4:24,604 | X   |
| –                  | Jurij Cseban (UKR)           | –        | DSQ |

### Döntő
| Aranyérem | David Cal (ESP)             | 3:46,201 |
| Ezüstérem | Andreas Dittmer (GER)       | 3:46,721 |
| Bronzérem | Vajda Attila (HUN)          | 3:49,025 |
| 4.        | Martin Doktor (CZE)         | 3:50,405 |
| 5.        | Stephen Giles (CAN)         | 3:51,457 |
| 6.        | Dagnis Vinogradovs (LAT)    | 3:53,537 |
| 7.        | Marián Ostrčil (SVK)        | 3:54,629 |
| 8.        | Karel Aguilar (CUB)         | 3:54,957 |
| 9.        | Konsztantyin Fomicsev (RUS) | 3:55,773 |